# Myrmecodillo pollex
Myrmecodillo pollex là một loài chân đều trong họ Armadillidae. Loài này được Barnard miêu tả khoa học năm 1936.